# Siersleben
Siersleben là một đô thị ở huyện Mansfeld-Südharz, bang Saxony-Anhalt, nước Đức. Đô thị Siersleben có diện tích 10,01 km².